# Irena Wollen
Irena Wollen (ur. 26 marca 1934 w Czulicach, zm. 21 marca 2011 w Krakowie) – polska reżyserka telewizyjna, filmowa i teatralna.

## Życiorys
Absolwentka Szkoły dla Instruktorów Teatru Ochotniczego Wilama Horzycy w Katowicach, Wydziału Polonistyki Uniwersytetu Jagiellońskiego (1961) oraz Wydziału Reżyserii Filmowej Państwowej Wyższej Szkoły Filmowej, Telewizyjnej i Teatralnej w Łodzi (1966). W czasie studiów w Krakowie prowadziła studencki Teatr 38. W latach 1960–62 występowała w Teatrze Rapsodycznym, gdzie występowała w spektaklach Mieczysława Kotlarczyka, Ireny Pawlickiej i Waldemara Krygiera. W latach 1970–92 realizator telewizyjny i reżyser w krakowskim oddziale TVP, w latach 1974-77 główny reżyser ośrodka. Jako reżyserka teatralna pracowała na deskach Teatru Ziemi Krakowskiej im. Ludwika Solskiego w Tarnowie (1971), Teatru Dramatycznego w Legnicy (1977), Teatru im. Juliusza Słowackiego w Krakowie (1979), Teatru Polskiego w Szczecinie (1982), Teatru Bagatela w Krakowie (1987, 1989), a także teatru w Bukareszcie (1980). Była wykładowcą Państwowej Wyższej Szkoły Teatralnej im. Ludwika Solskiego w Krakowie (1974-1978) oraz Katedry Scenografii krakowskiej Akademii Sztuk Pięknych.

## Nagrody i odznaczenia
Została odznaczona Złotym Krzyżem Zasługi, odznaką „Zasłużony dla Kultury Polskiej” oraz Brązowym Medalem „Zasłużony Kulturze Gloria Artis” (2006).
- 1973: nagroda Komitetu ds. Radia i Telewizji za cykl „Zwyczaje i obrzędy"
- 1973: nagroda zespołowa Komitetu ds. PRiTV za cykl telewizyjnych programów folklorystycznych „Zwyczaje i obrzędy"
- 1974: nagroda Komitetu ds. PRiTV za osiągnięcia w inscenizacji sztuk radzieckich
- 1995: nagroda Zarządu Fundacji Kultury Polskiej za dokument „Na zielonej Ukrainie"
- 2003: Kraków - Złoty Laur za Mistrzostwo w Sztuce - nagroda krakowskiej filii Fundacji Kultury Polskiej przyznana za zasługi „dla sztuki teatralnej w teatrze i telewizji, dokumentowania dokonań twórczych oraz krzewienia wiedzy o wielkich artystach"
- 2007: Kraków - Nagroda Syzyfa „za ciężką, ale i owocną pracę na rzecz środowiska"
- 2009: Kraków - Nagroda Syzyfa za codzienny bezinteresowny trud pracy na rzecz środowiska